# El Caso Lookout Complex
El El Caso Lookout Complex está ubicado en el Bosque Nacional de Gila al norte de Apache Creek, en Nuevo México al sur de Estados Unidos. Construido en 1934 por la Works Progress Administration (Administración de obras para el progreso), el complejo era uno de los tres nuevos puestos de observación de incendios forestales construidos en el condado de Catron. Los otros dos son el Complejo de observación del Monte Mangas cerca de Old Horse Springs y el Complejo de observación del monte Bearwallow cerca de Mogollón. 